# DN22D
De DN22D (Drum Național 22D of Nationale weg 22D) is een weg in Roemenië. Hij loopt van Baia via Horia naar Măcin. De weg is 78 kilometer lang.